# Ратаре
Ратаре је насеље у Србији у општини Параћин у Поморавском округу, у некадашњој Моравској бановини. Према попису из 2022. било је 461 становника.
Овде се налазе Запис орах под брдом (Ратаре), Запис Милића крушка (Ратаре), Запис орах код цркве (Ратаре). Црква посвећена св. Параскеви посвећена је 8. августа 1938 - наводно је изграђена на месту раније цркве, чије је постојање откривено у сну.

## Демографија
У насељу Ратаре живи 500 пунолетних становника, а просечна старост становништва износи 42,6 година (40,8 код мушкараца и 44,4 код жена). У насељу има 175 домаћинстава, а просечан број чланова по домаћинству је 3,49.
Ово насеље је великим делом насељено Србима (према попису из 2002. године), а у последња три пописа, примећен је пад у броју становника.
|  |

| Демографија | Демографија | Демографија |
| Година      | Становника  | Становника  |
| ----------- | ----------- | ----------- |
| 1948.       | 757         |             |
| 1953.       | 796         |             |
| 1961.       | 798         |             |
| 1971.       | 751         |             |
| 1981.       | 719         |             |
| 1991.       | 667         | 662         |
| 2002.       | 610         | 625         |

| Етнички састав према попису из 2002.‍ | Етнички састав према попису из 2002.‍ | Етнички састав према попису из 2002.‍ | Етнички састав према попису из 2002.‍ | Етнички састав према попису из 2002.‍ |
| ------------------------------------ | ------------------------------------ | ------------------------------------ | ------------------------------------ | ------------------------------------ |
|                                      |                                      |                                      |                                      |                                      |
| Срби                                 | Срби                                 |                                      | 607                                  | 99,50%                               |
| Црногорци                            | Црногорци                            |                                      | 1                                    | 0,16%                                |
| непознато                            | непознато                            |                                      | 2                                    | 0,32%                                |

| Година пописа     | 1948. | 1953. | 1961. | 1971. | 1981. | 1991. | 2002. |
| ----------------- | ----- | ----- | ----- | ----- | ----- | ----- | ----- |
| Број домаћинстава | 144   | 155   | 160   | 177   | 178   | 183   | 175   |

| Број чланова      | 1  | 2  | 3  | 4  | 5  | 6  | 7 | 8 | 9 | 10 и више | Просек |
| ----------------- | -- | -- | -- | -- | -- | -- | - | - | - | --------- | ------ |
| Број домаћинстава | 31 | 32 | 36 | 22 | 21 | 23 | 6 | 2 | 2 | 0         | 3,49   |

| Пол    | Укупно | Неожењен/Неудата | Ожењен/Удата | Удовац/Удовица | Разведен/Разведена | Непознато |
| ------ | ------ | ---------------- | ------------ | -------------- | ------------------ | --------- |
| Мушки  | 254    | 67               | 157          | 21             | 8                  | 1         |
| Женски | 261    | 45               | 159          | 55             | 2                  | 0         |
| УКУПНО | 515    | 112              | 316          | 76             | 10                 | 1         |

| Пол    | Укупно                    | Пољопривреда, лов и шумарство | Рибарство                            | Вађење руде и камена | Прерађивачка индустрија       |
| ------ | ------------------------- | ----------------------------- | ------------------------------------ | -------------------- | ----------------------------- |
| Мушки  | 148                       | 46                            | 0                                    | 0                    | 64                            |
| Женски | 80                        | 25                            | 0                                    | 0                    | 27                            |
| УКУПНО | 228                       | 71                            | 0                                    | 0                    | 91                            |
| Пол    | Производња и снабдевање   | Грађевинарство                | Трговина                             | Хотели и ресторани   | Саобраћај, складиштење и везе |
| Мушки  | 0                         | 6                             | 20                                   | 0                    | 1                             |
| Женски | 0                         | 0                             | 13                                   | 0                    | 0                             |
| УКУПНО | 0                         | 6                             | 33                                   | 0                    | 1                             |
| Пол    | Финансијско посредовање   | Некретнине                    | Државна управа и одбрана             | Образовање           | Здравствени и социјални рад   |
| Мушки  | 0                         | 0                             | 2                                    | 3                    | 0                             |
| Женски | 0                         | 0                             | 2                                    | 6                    | 5                             |
| УКУПНО | 0                         | 0                             | 4                                    | 9                    | 5                             |
| Пол    | Остале услужне активности | Приватна домаћинства          | Екстериторијалне организације и тела | Непознато            | Непознато                     |
| Мушки  | 5                         | 0                             | 0                                    | 1                    | 1                             |
| Женски | 0                         | 0                             | 0                                    | 2                    | 2                             |
| УКУПНО | 5                         | 0                             | 0                                    | 3                    | 3                             |